# حميراء بيضاء أردوازية الحلق
الحميراء بيضاء الذيل أردوازية الحلق (Myioborus miniatus) هو نوع من الطيور ينتمي لفصيلة هوازج العالم الجديد.
تكون الأفراد في الجزء الشمالي من نطاق انتشاره ذات بطن أحمر اللون. الحميراء بيضاء الذيل أردوازية الحلق هي هازجة طويلة حيث يصل طولها لحوالي 12 سم (4.7 إنش). لون رأسها مائل للأحمر الداكن، ظهرها أسود غامق، وعلى النقيض من ذلك، ثدييها صفراوتين فاتحتين، بطنها وفتحته لونهما أبيض وذيلها طويل. منقارها أسود، وساقيها رماديتين مسودتين.